# Mecaphesa sierrensis
Mecaphesa sierrensis es una especie de araña cangrejo del género Mecaphesa, familia Thomisidae, orden Araneae.
El macho mide 3 mm, la hembra, 5 mm.

## Distribución
Esta especie se encuentra en Norteamérica desde California a la Columbia Británica.

## Taxonomía
Fue descrita científicamente por Schick en 1965.
Tratamiento taxonómico
La especie aparece registrada y publicada en The crab spiders of California (Araneae, Thomisidae). Bulletin of the American Museum of Natural History 129(1): 1–180.